# 夏坝·格勒克珠·降白降措
夏坝·格勒克珠·降白降措（1968年10月6日—），俗名降央克珠，法名格勒克珠·降白降措，男，藏族，四川理塘人，第四世（不计追认）夏坝活佛，现任理塘麻通寺、沈阳护国法轮寺、大庆富裕正洁寺法台；曾任理塘长青春科尔寺第93代法台。

## 生平
格勒克珠·降白降措1968年10月6日生于四川省理塘县觉吾乡荣贞家，6岁进入夏坝小学就读，8岁时在麻通寺法台赤勒绕央上师座下剃度出家；17岁时被印度下密院住持果硕仁波切等人认定为长青春科尔寺第三世夏坝活佛昂旺罗桑丹增应巴的转世灵童，并被迎进印度下密院佛学院学习五部大论。1995年10月，被中国政府认定批准为第四世夏坝活佛，举行了坐床典礼。
夏坝活佛曾经先后赴拉萨三大寺、扎什伦布寺、塔尔寺、拉卜楞寺等寺院修习显密教授，并曾经相继拜十世班禅、阿旺提秋、果索、永嘉、益西旺秋、阿钦等30余位格鲁派高僧为师。他还曾经在北京大学宗教学系研究生班进修。
1989年起，夏坝活佛在理塘县长青春科尔寺法相院任教。1994年，出任下坝麻通寺住持。1996年，代表四川省佛教协会接待了第一次访问中国的俄罗斯佛教代表团。1997年10月，作为四川省藏语系佛教代表，到日本参加中国、日本、韩国三国佛教友好交流会。1998年初，应泰国邀请，作为中国藏传佛教的代表，参加泰国法身寺法身塔装藏仪式及中泰佛教友好交流会。
1997年，夏坝活佛主持了下坝麻通寺的整体修复工程，并且设立教育基金会、法务基金会、建设基金会以及福利医院。1998年，出任理塘长青春科尔寺法相院住持。2000年，出任理塘长青春科尔寺金刚上师。2000年，为理塘长青春科尔寺修建了以如来八宝塔为主题的长达四千米的千塔围墙。
2002年4月25日，出任理塘长青春科尔寺第九十三代住持。同年，应沈阳市宗教局及沈阳市佛教协会的邀请，经甘孜藏族自治州宗教局同意，于2002年7月21日兼任沈阳北塔护国法轮寺住持。2004年，主持修复了下坝麻通寺文殊院。
2005年，向拉萨三大寺、扎什伦布寺等11座寺院近万名僧众供养袈裟以及法帽。
2006年5月，应大庆市人民政府、大庆市宗教局、大庆市佛教协会的邀请，经四川省宗教局同意，兼任大庆富余正洁寺住持。

## 社会兼职
夏坝活佛曾任理塘县人民政府副县长，理塘县政协副主席。后来出任四川省佛教协会常务理事、中国宗教学会理事、甘孜藏族自治州政协委员、理塘县人大常委会副主任。